# Іштіак Ахмед (хокеїст на траві)
Іштіак Ахмед (20 грудня 1962) — пакистанський хокеїст на траві. Переможець Азійських ігор 1982 року, срібний призер 1986 року.
Олімпійський чемпіон 1984 року.